# Faysal Sawadogo
Passamwinde Faysal Sawadogo, född 22 september 1996 i Ouagadougou, är en burkinsk taekwondoutövare. 

## Karriär
Sawadogo började med taekwondo som 5-6-åring. I juni 2017 tävlade Sawadogo i 74 kg-klassen vid VM i Muju, där han blev utslagen i 32-delsfinalen av egyptiske Seif Eissa. I maj 2019 tävlade Sawadogo i 80 kg-klassen vid VM i Manchester, där han blev utslagen i 32-delsfinalen av brasilianske João Pedro Chaves. I augusti 2019 tog Sawadogo brons i 80 kg-klassen vid afrikanska spelen i Rabat.
I juni 2021 tog Sawadogo brons i 80 kg-klassen vid afrikanska mästerskapen i Dakar. Följande månad tävlade han i 80 kg-klassen vid OS i Tokyo. Sawadogo förlorade i den första omgången mot ryske Maksim Chramtsov och sedan även i återkvalet mot kroatiske Toni Kanaet. I juli 2022 tog han silver i 80 kg-klassen vid afrikanska mästerskapen i Kigali efter en finalförlust mot egyptiske Seif Eissa. I november 2022 tävlade Sawadogo i 80 kg-klassen vid VM i Guadalajara, där han blev utslagen i sextondelsfinalen av ukrainske Kostiantyn Kostenevych.
I maj 2023 tävlade Sawadogo i 80 kg-klassen vid VM i Baku, där han blev utslagen i kvartsfinalen av egyptiske Seif Eissa. I november 2023 tog Sawadogo guld i 80 kg-klassen vid afrikanska mästerskapen i Abidjan efter att ha besegrat Seif Eissa i finalen.
I februari 2024 vid den afrikanska OS-kvalturneringen i Dakar kvalificerade Sawadogo sig i 80 kg-klassen till olympiska sommarspelen 2024 i Paris. Följande månad tog han sitt andra raka brons i 80 kg-klassen vid afrikanska spelen i Accra.